# チャプルテペク城
チャプルテペク城（チャプルテペクじょう、スペイン語: Castillo de Chapultepec）は、メキシコシティのチャプルテペクの丘の頂上にある宮殿。チャプルテペクとはナワトル語で「バッタの丘の場所」を意味する。歴史学者ジェームズ・F・エルトンはチャプルテペク城について「世界中の何ものも美しさにおいてこれを越える」ことはないと書いた。チャプルテペク公園の入口に位置し、標高は2,325メートルである。北アメリカで現存している王宮は、チャプルテペク城とイトゥルビデ宮殿だけである。
アステカ時代にはチャプルテペクの丘は聖地とされていた。チャプルテペク城はスペイン植民地時代に副王の夏の住居として造られた。メキシコの独立後、1841年から軍事学校、1864年から1867年までメキシコ第二帝政のマクシミリアンの皇宮、1884年から1935年までメキシコ大統領官邸、ほかに天文台などいくつかの用途に用いられたが、1940年代以降は国立歴史博物館(MNH)として使われている。

## 植民地時代

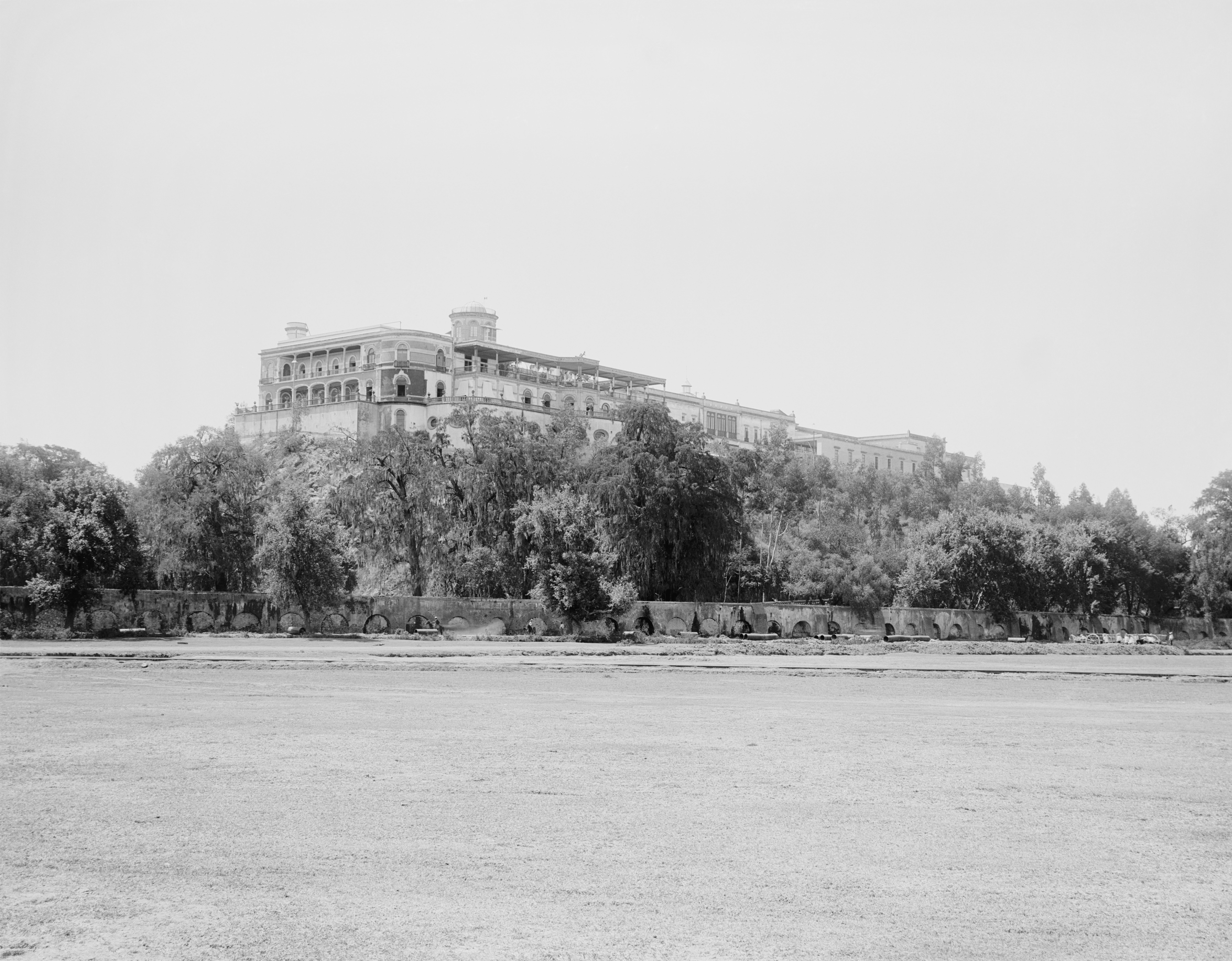
1880年ごろのチャプルテペク城

植民地時代、チャプルテペクの丘の頂上に修道院が建てられていたが、副王マティアス・デ・ガルベス (Matías de Gálvez) はその跡に新しい宮殿を造ることを命じた。しかし実際の建築がはじまったのはその子の副王ベルナルド・デ・ガルベスの時代にはいってからだった。建設担当者はフランシスコ・バンビテイとマヌエル・アグスティン・マスカロだった。しかし副王ベルナルドは1786年11月8日に急死した。
ベルナルドの没後、スペイン王室はそれまでにかかった費用の1⁄5の価格で競売に出したが、買い手がつかなかった。最終的に1806年にメキシコシティ政府が購入した。

## 独立後

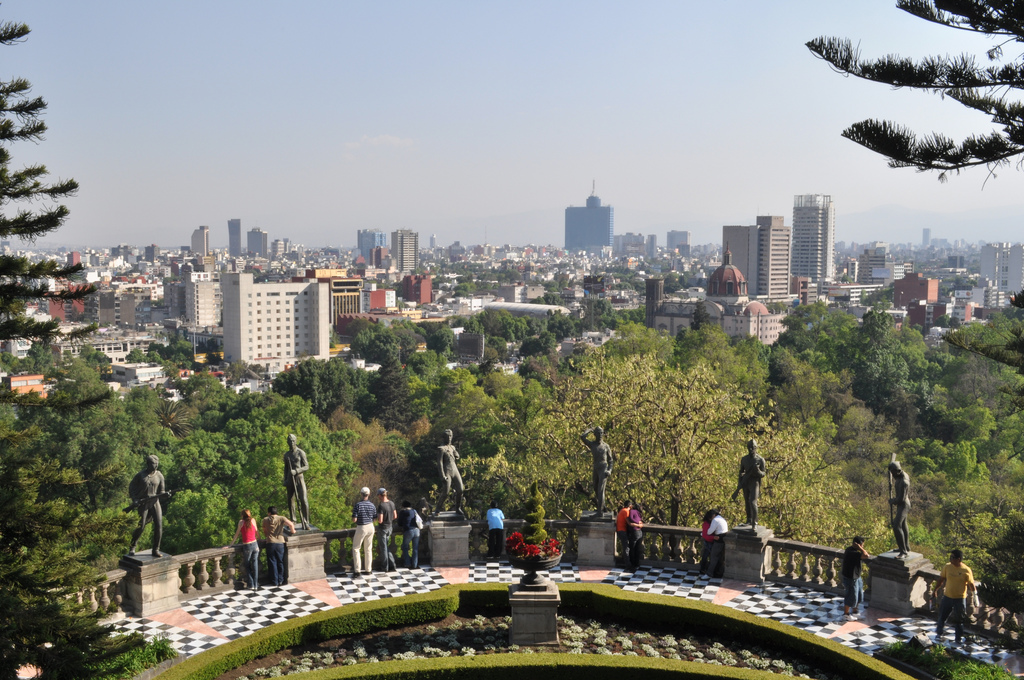
ニーニョス・エロエスの像

メキシコ独立戦争（1810-1821年）中と戦後しばらくの間、チャプルテペク城は見捨てられていた。1833年になって士官候補生の訓練のための軍事学校とすることが公布され、1843年に開校した。この目的のためにカバイェロ・アルト (es:Caballero Alto) と呼ばれる塔の建設など、いくつかの改造が加えられた。
1847年9月13日、米墨戦争のチャプルテペクの戦いにおいてチャプルテペク城がアメリカ軍の手に落ちようとした時、6人の士官候補生（ニーニョス・エロエス）が命を落とした。城の入口の天井には彼らをたたえる大きな壁画が描かれている。
アメリカ海兵隊の海兵隊讃歌はチャプルテペクの戦いとそれに続くメキシコシティ占領をたたえて「モンテズマの間から」で歌い出すが、これは史実と矛盾しており、チャプルテペク城はモクテスマ2世の時代より200年以上後にスペイン人の統治者によって建てられたものである。チャプルテペク城への突撃では多数の士官・下士官が戦死した。
ここの軍事学校出身であるミゲル・ミラモンが大統領だった1859-1860年の間、チャプルテペク城は初めて臨時の大統領官邸として使用された。このとき2階にいくつかの新しい部屋が造られた。

## メキシコ第二帝政

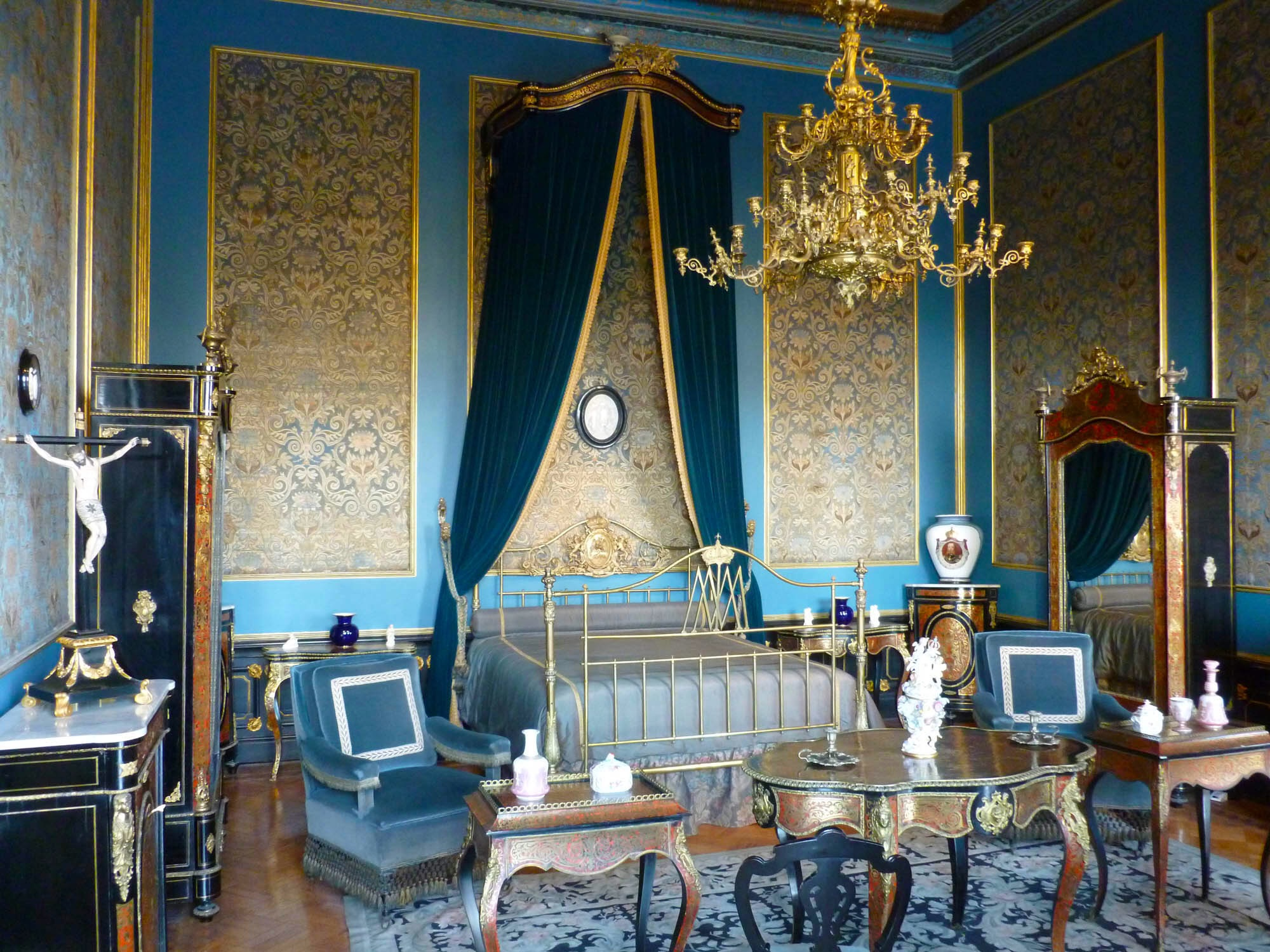
マクシミリアンの寝室

1864年、メキシコの保守派がマクシミリアンを招いてメキシコ第二帝政が始まると、チャプルテペク城はミラバイェ城(Castillo de Miravalle)と呼ばれ、皇帝と皇妃カルロータの住居になった。皇帝は建物を改築するためにヨーロッパとメキシコの建築家を招いた。建物は新古典主義建築様式で、より皇宮らしく造られた。植物学者ヴィルヘルム・クネヒトは屋上庭園の造成を担当した。皇帝はヨーロッパから大量の家具や美術品などを輸入し、それらは現在も展示されている。
当時、城はメキシコシティ郊外に位置していた。マクシミリアンはウィーンのリングシュトラーセやパリのシャンゼリゼ通りなどのヨーロッパのブールバールを見本として、皇宮と市の中心部を結ぶ直線的な大通りの建設を命じ、皇妃通り(Paseo de la Emperatriz)と名付けた。1867年にベニート・フアレス大統領によって共和制が復活し、フランスの侵略者を排除し、メキシコ保守軍に勝利すると、通りはメキシコの改革（レフォルマ）をたたえてレフォルマ通りと改称された。

## 現代まで

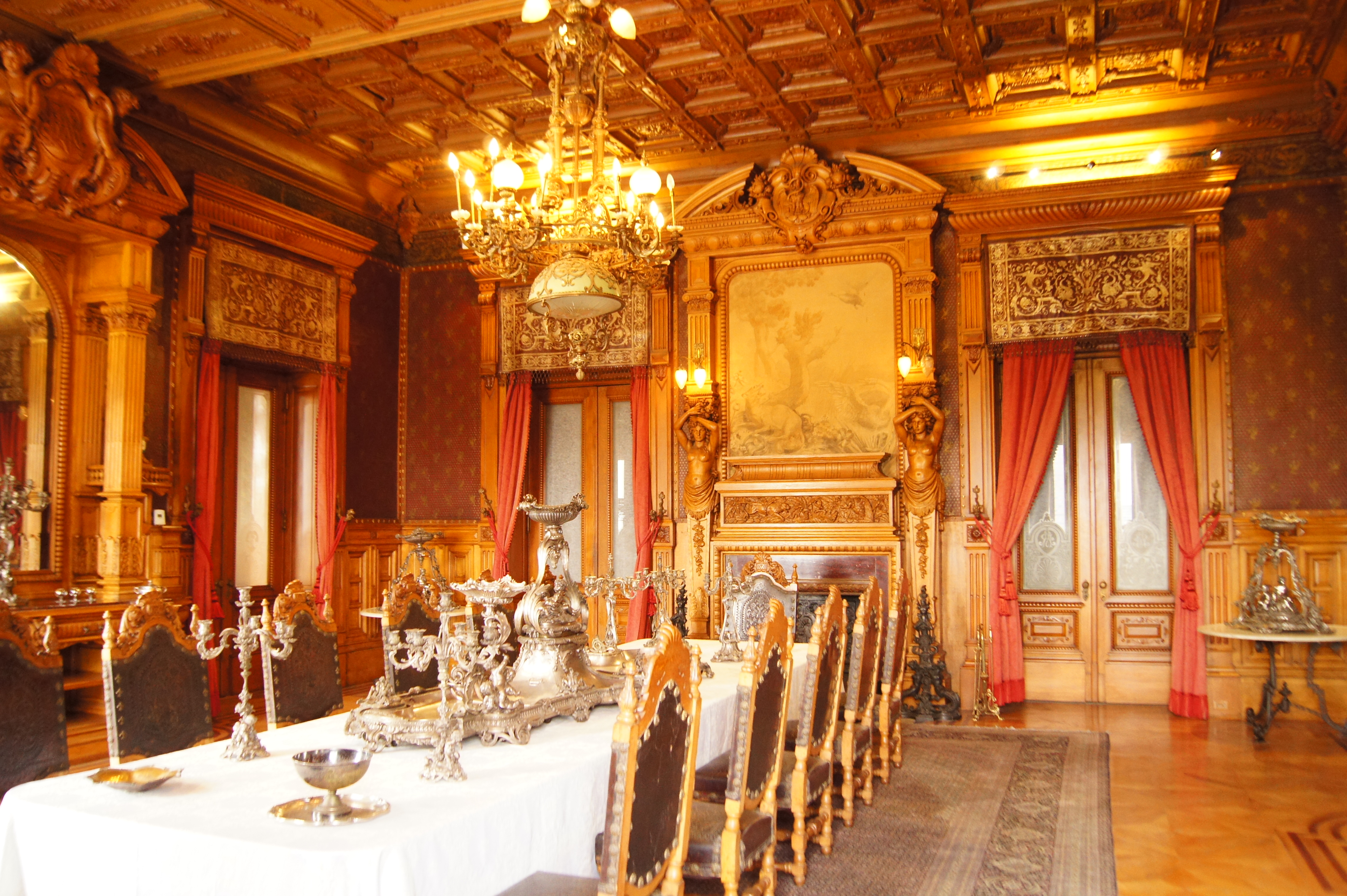
ダイニングルーム

1867年にメキシコ第二帝政が崩壊した後、建物は使われなくなった。
ポルフィリオ・ディアス大統領時代（1876-1911年）初期の1877年、ここにメキシコ初の国立天文台を設立する布告がなされ、セバスティアン・レルド・デ・テハダ大統領時代の1878年に開館した。天文台には1882年の金星の太陽面通過を観測する目的があった。しかし天文台が機能したのは5年間だけで、1883年には天文台はタクバヤのかつての大司教の住居に移転し、チャプルテペク城はふたたび再び軍事学校として使われた。軍事学校は1914年まで存在した。
建物はマヌエル・ゴンサレス大統領時代の1882年以前に夏の間の大統領の住居として使用された。ディアス大統領は年間を通して大統領官邸として使用した。ディアスはエレベーターを備え付けるなど城を近代化した。1896年にはここでメキシコ最初の博覧会が開催された。
メキシコ革命で1911年にディアス政権が倒れた後もチャプルテペク城は大統領官邸であり続けたが、ラサロ・カルデナス大統領は1934年にメキシコ大統領官邸をロス・ピノスに移し、その後チャプルテペク城が官邸として使われることはなくなった。
1939年2月3日、カルデナス大統領はチャプルテペク城を国立歴史博物館(MNH)とする法を公布した。かつての国立考古学・歴史・民族誌博物館（今の国立文化博物館(MNC)の建物にあった）から歴史に関する所蔵品がここに移された（1964年に設立された国立人類学博物館にも所蔵品が移された）。博物館はマヌエル・アビラ・カマチョ大統領時代の1944年9月27日に開館した。

## 大衆文化
- 1954年のアメリカ映画『ベラクルス』で登場する。
- 1996年の映画『ロミオ+ジュリエット』ではキャピュレット家の邸宅として使用されている[13]。
- 2006年のゲーム『ゴーストリコン アドバンスウォーファイター』にはチャプルテペク城のレベルが存在する。
- チャプルテペク城をモデルとして設計された建物がある。アメリカ合衆国ブルックリンにあるベッドフォード＝スタイベサントの第13連隊造兵廠 (13th Regiment Armory) など[14]。